# Robert C. Bak
Pour les articles homonymes, voir Bak.
Robert C. Bak, né en 1908 à Budapest et mort à New York en 1974, est un psychiatre, professeur de psychiatrie et psychanalyste américain d'origine hongroise. Il a été président de la New York Psychoanalytic Society.

## Biographie
Son père dirige une exploitation agricole. Il fait des études de médecine à l'université de Budapest et obtient son diplôme de médecin en 1933. Il se forme comme analyste avec Imre Hermann, au sein de l'Association psychanalytique hongroise dont il devient membre en juin 1938. Contraint de s'exiler du fait de ses origines juives, il s'embarque, avec son épouse, sur le dernier bateau quittant Casablanca, à destination de New York, en 1941. Il rejoint la New York Psychoanalytic Society, dont il devient rapidement une figure marquante. Il devient analyste didacticien en 1947, et président de la société (1957-1959). Il est professeur de psychiatrie au Albert Einstein College of Medicine. Il meurt à New York le 14 septembre 1974.

## Recherches
Il reste lié toute sa vie avec Imre Hermann, et travaille également avec Phyllis Greenacre, Edith Jacobson et Margaret Mahler. Ses recherches, marquées par sa formation psychanalytique initiale au sein de l'Association psychanalytique hongroise, sont représentatives des orientations de l'« école hongroise de psychanalyse » qui s'est structurée autour des recherches de Sándor Ferenczi, puis de Vilma Kovács, Michael Balint et Alice Balint notamment. Il s'est particulièrement intéressé aux questions en lien avec la psychose.

## Publications
- Temperamentur-Orientierung und Überfliessen der Ichgrenzen in der Schizophrenie, Schweizer Archiv für Neurologie, Neurochirurgie und Psychiatrie, 46, 1941, 158-177.
- Fetishism, Journal of the American Psychoanalytical Association, 1953, 1-2, 285-297.
- Aggression and Perversion, in Sándor Lorand (éd.), Perversions: Psychodynamics and Therapy, p. 231-240, New York: Random House, 1956.
- The Phallic Woman: The Ubiquitous Fantasy, Psychoanalytic Study of the Child, 23, 1968, 16-36.
- Being in Love and Object Loss, International Journal of Psycho-Analysis, 54, 1973, 1-8.